# Lloyd Bryce

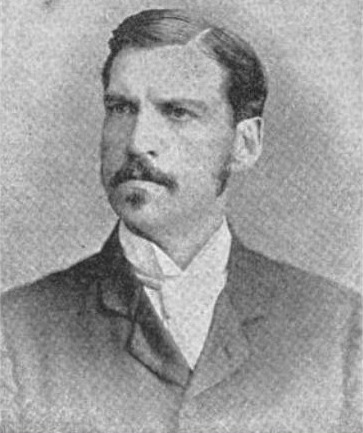
Lloyd Bryce (1891)

Lloyd Stephens Bryce (* 4. September 1851 in Flushing, New York; † 2. September 1917 in Mineola, New York) war ein US-amerikanischer Politiker. Zwischen 1887 und 1889 vertrat er den Bundesstaat New York im US-Repräsentantenhaus.

## Werdegang
Lloyd Bryce wurde ungefähr drei Jahre nach dem Ende des Mexikanisch-Amerikanischen Krieges in Flushing geboren und wuchs dort auf. In dieser Zeit besuchte er öffentliche Schulen und die Georgetown University in Washington, D.C. 1869 graduierte er an der University of Oxford in Großbritannien. Er studierte Jura an der Columbia Law School in New York City. Gouverneur David B. Hill ernannte ihn dann 1886 zum Generalzahlmeister (paymaster general) von New York und verlieh ihm den Dienstgrad eines Brigadegenerals – eine Stellung, die er bis 1887 innehatte. Politisch gehörte er der Demokratischen Partei an.
Bei den Kongresswahlen des Jahres 1886 für den 50. Kongress wurde er im siebten Wahlbezirk von New York in das US-Repräsentantenhaus in Washington D.C. gewählt, wo er am 4. März 1887 die Nachfolge von John J. Adams antrat. Im Jahr 1888 erlitt er bei seiner Wiederwahlkandidatur eine Niederlage und schied nach dem 3. März 1889 aus dem Kongress aus.
Zwischen 1889 und 1896 gab er den North American Review heraus. Am 12. August 1911 wurde er als Nachfolger von Arthur M. Beaupre zum Gesandten (Envoy Extraordinary and Minister Plenipotentiary) in Luxemburg und den Niederlanden ernannt – eine Stellung, die er bis zum 10. September 1913 innehatte. Bryce verstarb am 2. April 1917 in Mineola und wurde dann auf dem Green-Wood Cemetery in Brooklyn beigesetzt. Er war mit Edith Cooper, Tochter von Edward Cooper, Bürgermeister von New York City, und Enkeltochter des Industriellen Peter Cooper, verheiratet. Am 31. Juli 1914 heiratete ihre Tochter Cornelia den Umweltschützer Gifford Pinchot in Roslyn.